# Ivan Sharpe
Pour les articles homonymes, voir Sharpe.
Ivan Gordon Sharpe est un footballeur anglais né le 15 juin 1889 à St Albans et mort le 9 février 1968 à Southport.

## Biographie
Bien qu'amateur, Sharpe joue pour plusieurs clubs professionnels, notamment le Watford, le Derby County —avec lequel il remporte la Football League First Division en 1911-1912— et plus tard le Leeds United.
Il représente l'Angleterre amateur et également l'équipe de Grande-Bretagne, avec laquelle il remporte une médaille d'or olympique aux Jeux de 1912 en Suède. Il fait partie des rares joueurs ayant évolué à la fois pour Leeds City (en) (65 apparitions et 17 buts) et pour le Leeds United (1 apparition, 0 but).
Après sa retraite, il entame une longue carrière de journaliste sportif et devient président de la Football Writers' Association. Il est également rédacteur en chef de l'Athletic News Football Annual et de l'Athletic News Cricket Annual. En 1936, il est choisi par la BBC comme l'un des deux journalistes (l'autre étant Norman Creek) à fournir pour la première fois des commentaires en direct sur la finale de la FA Cup.
Sharpe continue à contribuer avec un article incisif au programme de match du Wolverhampton Wanderers pendant de nombreuses années, jusqu'à sa mort. Il publie un recueil de mémoires, 40 Years in Football en 1954, ainsi que Soccer Top Ten en 1962, où il présente ses dix joueurs préférés.

## Palmarès
Grande-Bretagne
- Jeux olympiques (1) :
  -  Or : 1912.